# Pamiria
Genre
Pamiria est un genre de lépidoptères asiatiques (papillons) de la famille des Lycaenidae et de la sous-famille des Polyommatinae.

## Systématique et phylogénie
Le genre Pamiria a été décrit par Alexander B. Zhdanko (d) en 1995. Son espèce type est Lycaena chrysopis Grum-Grshimailo, 1888.
Ce genre est classé dans la famille des Lycaenidae, la sous-famille des Polyommatinae et la tribu des Polyommatini.
Un temps mis en synonymie avec Albulina, il a ensuite été réhabilité à la suite d'études sur la phylogénétique moléculaire des Polyommatini. Ces études le font apparaître comme le groupe frère du genre Plebejus, tandis que le clade regroupant Pamiria et Plebejus serait le groupe frère du genre Patricius. 

## Liste des espèces
Selon FUNET Tree of Life (8 août 2019) :
- Pamiria selma (Koçak, 1996) — Himalaya.
- Pamiria chrysopis (Grum-Grshimailo, 1888) — Hindou Kouch, Pamir.
- Pamiria galathea (Blanchard, [1844]) — Himalaya.
- Pamiria issa Zhdanko, 1995 — Hindou Kouch.
- Pamiria metallica (C. & R. Felder, [1865]) — Himalaya.
- Pamiria chitralensis (Tytler, 1926) — Cachemire.
- Pamiria farazi (Pagès & Charmeux, 1997) — Pakistan.
- Pamiria omphisa (Moore, [1875]) — Himalaya, Nord de la Chine.
- Pamiria margo Zhdanko, 2002